# Deroceras fatrense
Deroceras fatrense é uma espécie de gastrópode  da família Agriolimacidae.
É endémica de Eslováquia.